# Sea Horses
Sea Horses és una pel·lícula muda dirigida per Allan Dwan i protagonitzada per Florence Vidor, Jack Holt i George Bancroft. Basada en la novel·la homònima de Francis Brett Young es va estrenar el 8 de març de 1926. Es considera una pel·lícula perduda.

## Argument
Helen Salvia salpa amb la seva filla de 4 anys cap a Panda, un port aïllat de l'Àfrica oriental, on espera reunir-se amb Lorenzo, el marit italià que la va abandonar un any després de casar-se. Al vaixell, Cochran, el forçut primer oficial, i Harvey, el jove tercer oficial, competeixen obertament per obtenir el seu favor, mentre que el capità Glanville es manté al marge. Un cops arribats a Panda, Helen descobreix que el seu marit s'ha convertit en un borratxo. Tot i els esforços d’ella per reconciliar-se és rebutjada per lo que decideix tornar al vaixell. El capitpa Glanville es veu obligat a pagar perquè Salvia pugui marxar però tement les implicacions, Helen torna a terra amb la seva filla. Allà fuig dels intents de Lorenzo d'atacar-la que reté la filla. Glanville la troba just amb l’arribada d’un tifó amb tota la seva fúria. Aconsegueix recuperar la nena però el capità és ferit. Cochran, cobrint la seva retirada, mata Lorenzo. Cochran ho paga amb la vida però Helen és lliure de tornar a Anglaterra amb Glanville.

## Repartiment
- Jack Holt (George Glanville)
- Florence Vidor (Helen Salvia)
- William Powell (Lorenzo Salvia)
- George Bancroft (Cochran)
- Mack Swain (Bimbo-Bomba)
- Frank Campeau (Senor Cordoza)
- Allan Simpson (Harvey)
- George Nichols (Marx)
- Mary Dow (Cina Salvia)
- Dick La Reno (Henry)
- Frank Austin (Cheadle)
- Hannah Washington (nen)